# Marek Heinz
Marek Heinz (Olomouc, 1977. augusztus 4. –) cseh labdarúgó. A cseh válogatottal a 2004-es Európa-bajnokságon bronzérmet szerzett. Posztja: csatár.

## Góljai a cseh válogatottban
| #  | Dátum               | Ellenfél     | Eredmény | Kiírás              | Esemény |
| -- | ------------------- | ------------ | -------- | ------------------- | ------- |
| 1. | 2003. november 30.  | Kanada       | 5 – 1    | barátságos mérkőzés | 46' 49' |
| 2. | 2004. június 15.    | Lettország   | 2 – 1    | Eb-csoportkör       | 56' 85' |
| 3. | 2004. június 23.    | Németország  | 2 – 1    | Eb-csoportkör       | 30'     |
| 4. | 2005. szeptember 7. | Örményország | 4 – 1    | Vb-selejtező        | 47'     |
| 5. | 2005. október 12.   | Finnország   | 3 – 0    | Vb-selejtező        | 58'     |

## Pályafutása

### A kezdetek
Heinz a karrierjét az FK Lázně Bohdaneč nevű csapatban kezdte 1996-ban. Mindössze egy szezon után, amely során nyolc mérkőzést játszott, egy jóval nagyobb nevű csapathoz, a Sigma Olomuchöz került. Három évet játszott a csapatnál, ezalatt tizenhét gólt szerzett.

### Légiósként
2000-ben lett először légiós, a Hamburg igazolta le őt. Három év alatt mindössze öt gólt szerzett, így szerződése lejártával nem marasztalták.
Ezt követően a Bielefeld játékosa volt, tizennégy mérkőzésen azonban egyszer sem tudott betalálni, így egy év után innen is eligazolt.

### Ismét Csehországban
2003-ban hazatért, a Baník Ostrava csapatához. Itt rendkívül jó teljesítményt nyújtott 32 meccsen szerzett 19 góljával, így bekerült a csehek 2004-es Eb-keretébe is, ahol Németország ellen ő szerezte az egyenlítő gólt.

### Újabb légiósévek

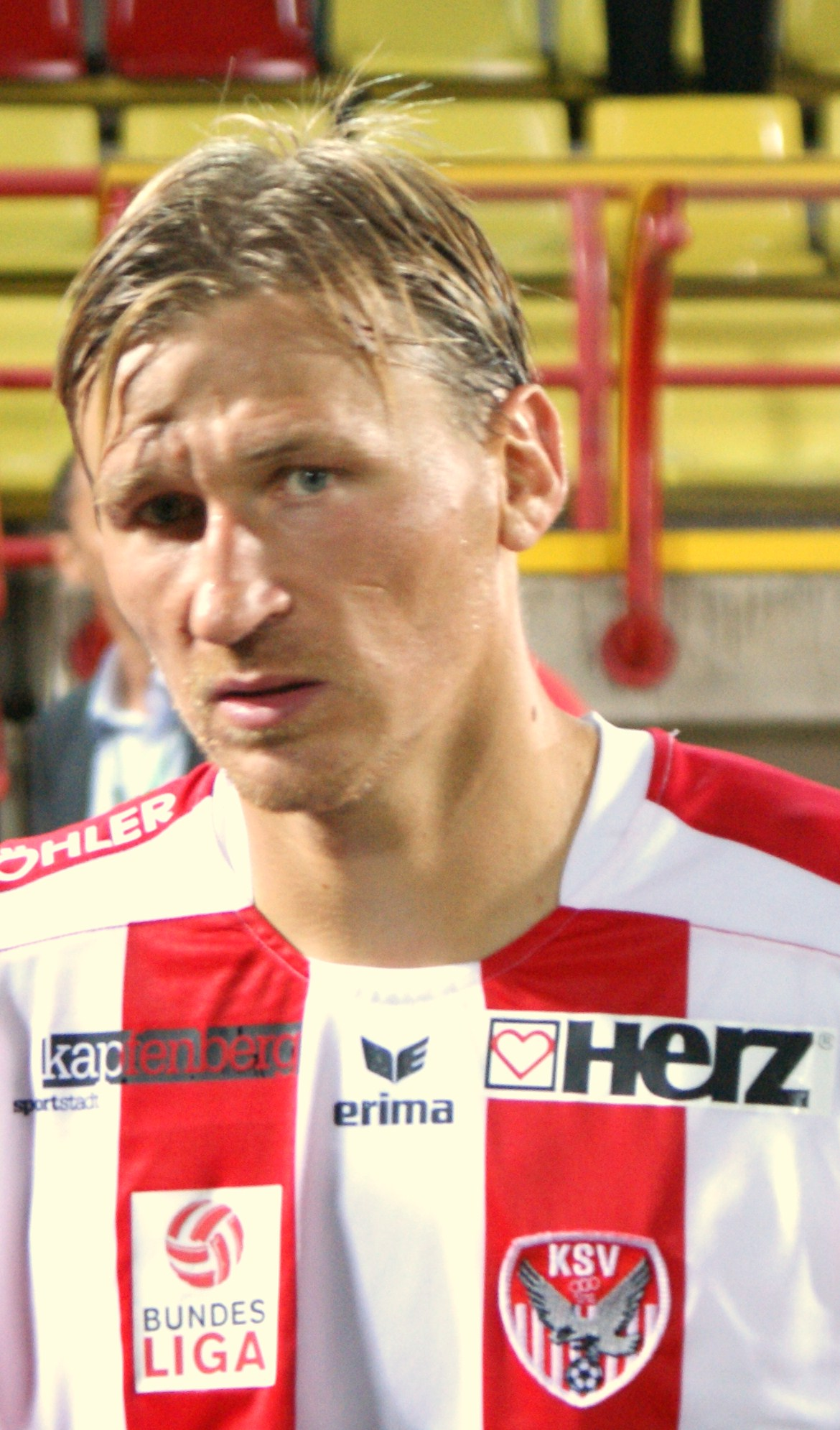
Heinz a Kapfenberg mezében

2004-ben Heinz a Borussia Mönchengladbach csapatához szerződött. Egy szezon és három mérkőzés után rögtön eligazolt, az egyik legsikeresebb török csapat, a Galatasaray játékosa lett. Itt nem tudott stabil kezdő lenni, azonban azon a tizennyolc összecsapáson, amelyen lehetőséget kapott, három gólt szerzett. A Galatasaray játékosaként került be a 2006-os vb-keretbe. Itt a cseheknek a két évvel ezelőtti kontinenstornával ellentétben nem termett babér, már a csoportkörben kiestek.
A következő idényt a Saint-Étienne csapatánál töltötte, 28 mérkőzésen négy gólt szerezve. A következő három évben sorrendben a Nantes, a Brno és a Kapfenberg együtteseiben szerepelt, mindenhol egy-egy évet.

### Ferencváros
2010 nyarán érkezett próbajátékra a Ferencváros csapatához. Kora miatt a Ferencváros ajánlata előtt az is megfordult a fejében, hogy felhagy az aktív labdarúgással.  A felkészülési időszakban, július 15-én betalált a Timişoara elleni találkozón. Egy nappal később, július 16-án aláírta két évre szóló szerződését a Fradihoz.
Az első idényben 25 meccsen 7 gólt szerzett, a legjelentősebb az Újpest ellen szerzett tavaszi győztes találata. Meg kell említeni ugyanakkor, hogy az idény során kétszer is kiállították.
2011. nyarán a családja miatt úgy döntött, hogy visszaigazol a nevelőklubjához a Sigma Olomouchoz. Kihangsúlyozta, hogy maradt volna az FTC-nél.

## Karrierje statisztikái
| Teljesítmény klubjában | Teljesítmény klubjában   | Teljesítmény klubjában | Bajnokság | Bajnokság | Kupa                  | Kupa                  | Ligakupa           | Ligakupa           | Nemzetközi | Nemzetközi | Összesen | Összesen |
| Szezon                 | Klub                     | Bajnokság              | Mérk.     | Gól       | Mérk.                 | Gól                   | Mérk.              | Gól                | Mérk.      | Gól        | Mérk.    | Gól      |
| Csehország             | Csehország               | Csehország             | Bajnokság | Bajnokság | Cseh labdarúgókupa    | Cseh labdarúgókupa    | Ligakupa           | Ligakupa           | Európa     | Európa     | Összesen | Összesen |
| ---------------------- | ------------------------ | ---------------------- | --------- | --------- | --------------------- | --------------------- | ------------------ | ------------------ | ---------- | ---------- | -------- | -------- |
| 1996-97                | Sigma Olomouc            | Gambrinus liga         | 4         | 0         |                       |                       |                    |                    |            |            |          |          |
| 1997-98                | Sigma Olomouc            | Gambrinus liga         | 23        | 4         |                       |                       |                    |                    |            |            |          |          |
| 1998-99                | Sigma Olomouc            | Gambrinus liga         | 28        | 9         |                       |                       |                    |                    |            |            |          |          |
| 1999-00                | Sigma Olomouc            | Gambrinus liga         | 15        | 4         |                       |                       |                    |                    |            |            |          |          |
| Németország            | Németország              | Németország            | Bajnokság | Bajnokság | DFB-Pokal             | DFB-Pokal             | Premiere Ligapokal | Premiere Ligapokal | Európa     | Európa     | Összesen | Összesen |
| 2000-01                | Hamburger SV             | Bundesliga             | 26        | 4         |                       |                       |                    |                    |            |            |          |          |
| 2001-02                | Hamburger SV             | Bundesliga             | 15        | 1         |                       |                       |                    |                    |            |            |          |          |
| 2002-03                | Hamburger SV             | Bundesliga             | 11        | 0         |                       |                       |                    |                    |            |            |          |          |
| 2002-03                | Arminia Bielefeld        | Bundesliga             | 14        | 0         |                       |                       |                    |                    |            |            |          |          |
| Csehország             | Csehország               | Csehország             | Bajnokság | Bajnokság | Cseh labdarúgókupa    | Cseh labdarúgókupa    | Ligakupa           | Ligakupa           | Európa     | Európa     | Összesen | Összesen |
| 2003-04                | Baník Ostrava            | Gambrinus liga         | 30        | 19        |                       |                       |                    |                    |            |            |          |          |
| 2004-05                | Baník Ostrava            | Gambrinus liga         | 2         | 0         |                       |                       |                    |                    |            |            |          |          |
| Németország            | Németország              | Németország            | Bajnokság | Bajnokság | DFB-Pokal             | DFB-Pokal             | Premiere Ligapokal | Premiere Ligapokal | Európa     | Európa     | Összesen | Összesen |
| 2004-05                | Borussia Mönchengladbach | Bundesliga             | 20        | 1         |                       |                       |                    |                    |            |            |          |          |
| 2005-06                | Borussia Mönchengladbach | Bundesliga             | 3         | 0         |                       |                       |                    |                    |            |            |          |          |
| Törökország            | Törökország              | Törökország            | Bajnokság | Bajnokság | Török labdarúgókupa   | Török labdarúgókupa   | Ligakupa           | Ligakupa           | Európa     | Európa     | Összesen | Összesen |
| 2005-06                | Galatasaray              | Süperlig               | 18        | 3         |                       |                       |                    |                    |            |            |          |          |
| Franciaország          | Franciaország            | Franciaország          | Bajnokság | Bajnokság | Coupe de France       | Coupe de France       | Coupe de la Ligue  | Coupe de la Ligue  | Európa     | Európa     | Összesen | Összesen |
| 2006-07                | Saint-Étienne            | Ligue 1                | 28        | 4         |                       |                       |                    |                    |            |            |          |          |
| 2007-08                | Nantes                   | Ligue 2                | 16        | 1         |                       |                       |                    |                    |            |            |          |          |
| Csehország             | Csehország               | Csehország             | Bajnokság | Bajnokság | Cseh labdarúgókupa    | Cseh labdarúgókupa    | Ligakupa           | Ligakupa           | Európa     | Európa     | Összesen | Összesen |
| 2008-09                | Brno                     | Gambrinus liga         | 21        | 2         |                       |                       |                    |                    |            |            |          |          |
| Ausztria               | Ausztria                 | Ausztria               | Bajnokság | Bajnokság | Osztrák labdarúgókupa | Osztrák labdarúgókupa | Ligakupa           | Ligakupa           | Európa     | Európa     | Összesen | Összesen |
| 2009-10                | Kapfenberg               | Osztrák Bundesliga     | 27        | 5         |                       |                       |                    |                    |            |            |          |          |
| Magyarország           | Magyarország             | Magyarország           | Bajnokság | Bajnokság | Magyar Kupa           | Magyar Kupa           | Ligakupa           | Ligakupa           | Európa     | Európa     | Összesen | Összesen |
| 2010-11                | Ferencváros              | NB1                    | 25        | 7         |                       |                       |                    |                    |            |            |          |          |
| Összesen               | Csehország               | Csehország             | 123       | 37        |                       |                       |                    |                    |            |            |          |          |
| Összesen               | Németország              | Németország            | 89        | 6         |                       |                       |                    |                    |            |            |          |          |
| Összesen               | Törökország              | Törökország            | 18        | 3         |                       |                       |                    |                    |            |            |          |          |
| Összesen               | Franciaország            | Franciaország          | 44        | 5         |                       |                       |                    |                    |            |            |          |          |
| Összesen               | Ausztria                 | Ausztria               | 27        | 5         |                       |                       |                    |                    |            |            |          |          |
| Összesen               | Magyarország             | Magyarország           | 25        | 7         |                       |                       |                    |                    |            |            |          |          |
| Karrierje összesen     | Karrierje összesen       | Karrierje összesen     | 326       | 63        |                       |                       |                    |                    |            |            |          |          |